# Frederik Emil von Bretton
Frederik Emil baron von (de) Bretton (22. maj 1799 i København – 4. november 1878 sammesteds) var en dansk højesteretsdommer, bror til Lucas von Bretton.
Han var søn af plantageejer på St. Croix Lucas Uytendale baron de Bretton og Elisabeth Sophie f. Bjørn, blev 1816 student, 1820 juridisk kandidat, 1822 kammerjunker, 1823 protokolsekretær i Højesteret efter i nogen tid at have arbejdet som volontær i Danske Kancelli, 1826 surnumerær assessor i Viborgs Landsoverret, 1827 virkelig overretsassessor, 1846 konstitueret og 1847 virkelig højesteretsassessor, 1849 kammerherre, 6. oktober 1852 Ridder af Dannebrogordenen, 9. maj 1854 Dannebrogsmand, 11. maj 1868 Kommandør af 1. grad af Dannebrog, 1873 entlediget og samtidig udnævnt til gehejmekonferensråd som en anerkendelse af den samvittighedsfuldhed og troskab, hvormed han i fulde 50 år havde tjent Staten. Han døde 4. november 1878 i København
1. august 1828 havde han i Christiansborg Slotskirke ægtet Ernestine Juliane Langreuter (16. januar 1804 i Haderslev – 10. april 1879), datter af justitsråd, herredsfoged Georg Diederich Langreuter og Sophia Elisabeth Antoinette født Christiani.